# Xochcua
Xochcua, dans la mythologie aztèque, il est le dieu de la déforestation.